# Symmachia maeonius
Espèce
Symmachia maeonius est un insecte lépidoptère appartenant à la famille  des Riodinidae et au genre Symmachia.

## Taxonomie
Symmachia maeonius a été décrit par Otto Staudinger en 1888.

## Description
Symmachia maeonius est un papillon aux ailes antérieures à bord costal bossu, noires avec une petite plage rouge le long du milieu du bord interne et deux petites taches rouge ainsi que des taches blanches de l'apex et une partant du milieu du bord costal. Les ailes postérieures sont rouges largement bordées de noir au bord externe.
Le revers présente la même ornementation.

## Écologie et distribution
Symmachia maeonius est présent au Brésil et au Pérou.

### Protection
Pas de statut de protection particulier.